# 大荔县
大荔县是中国陕西省渭南市所辖的一个县。区域总面积为1766平方公里，常住人口約60万人。經濟倚重农业，主要出產棉花和水果（如西瓜、冬枣）。大荔早在秦朝便有县制，历称临晋、大荔、武乡、冯翊、同州等。縣人民政府駐城关街道。

## 历史

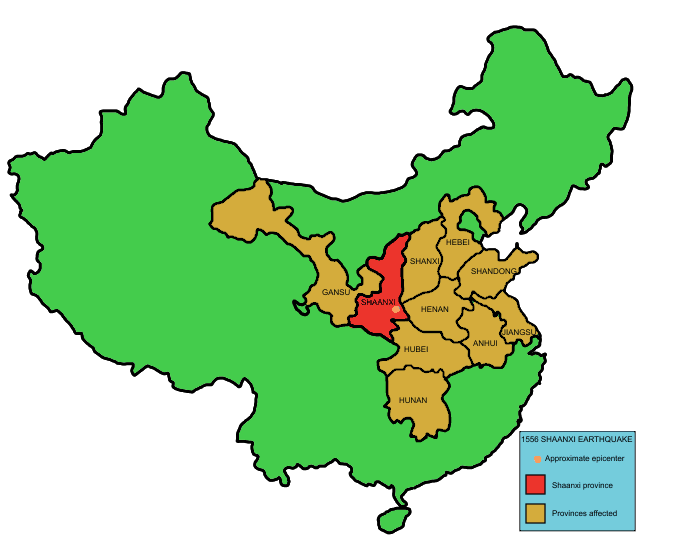
1556年嘉靖大地震，人类历史上死亡人数最多的一次地震

1556年1月23日，陕西省发生约8级的大地震，大荔是重灾区之一，全国死亡人数占计高达83万（不包括没有登记户口的居民），是中国历史以至全球史上伤亡最为惨重的一次地震。

## 人口
2020年末，渭南市第七次全国人口普查公报显示：大荔县常住人口为592888人，男性人口占比49.76%，女性人口占比50.24%，年龄结构中0-14岁占比17.58%，15-59岁占比57.9%，60岁以上占比24.52%，65岁以上占比16.83%。

## 行政区划
大荔县下辖1个街道办事处、15个镇：
城关街道、许庄镇、朝邑镇、安仁镇、两宜镇、羌白镇、官池镇、冯村镇、双泉镇、下寨镇、韦林镇、范家镇、苏村镇、赵渡镇、埝桥镇和段家镇。

## 交通
- 铁路：大西高速铁路：大荔站
- 公路： 108国道过境。